# Sukadarma (Sukatani)
Sukadarma is een bestuurslaag in het regentschap Bekasi van de provincie West-Java, Indonesië. Sukadarma telt 9289 inwoners (volkstelling 2010).